# Segundo Teatro de Larisa
El Segundo Teatro de Larisa fue un antiguo teatro griego de la ciudad de Larisa, en Tesalia , Grecia. Sus ruinas se encuentran en el centro de la actual ciudad de Larisa. Hoy en día se conoce como el Segundo/Pequeño Teatro Antiguo de Larisa.(griego: Δεύτερο/Μικρό Αρχαίο Θέατρο Λάρισας, romanizado: Déftero/Mikró Archaío Théatro Lárisas, myös Αρχαίο θέατρο Β΄ Λάρισας, Archaío Théatro B' Lárisas).

## Historia
El llamado Segundo Teatro de Larisa fue construido en la época romana a finales del siglo I a. C., presumiblemente después de que el anterior y más grande llamado Primer Teatro de Larisa de Larisa hubiera sido convertido en una arena adecuada para competiciones de gladiadores y espectáculos públicos tras la conquista romana de Grecia..El segundo teatro, más nuevo, siguió sirviendo de escenario para representaciones teatrales tradicionales. También se utilizaba para festivales, que incluían actuaciones musicales y recitales de poesía, además del teatro.
El arqueólogo del yacimiento, Athanasios Tziafalias, sugirió en particular una conexión con el festival de Eleuteria, en el que se celebraban competiciones atléticas y ecuestres, así como representaciones teatrales, musicales y poéticas.

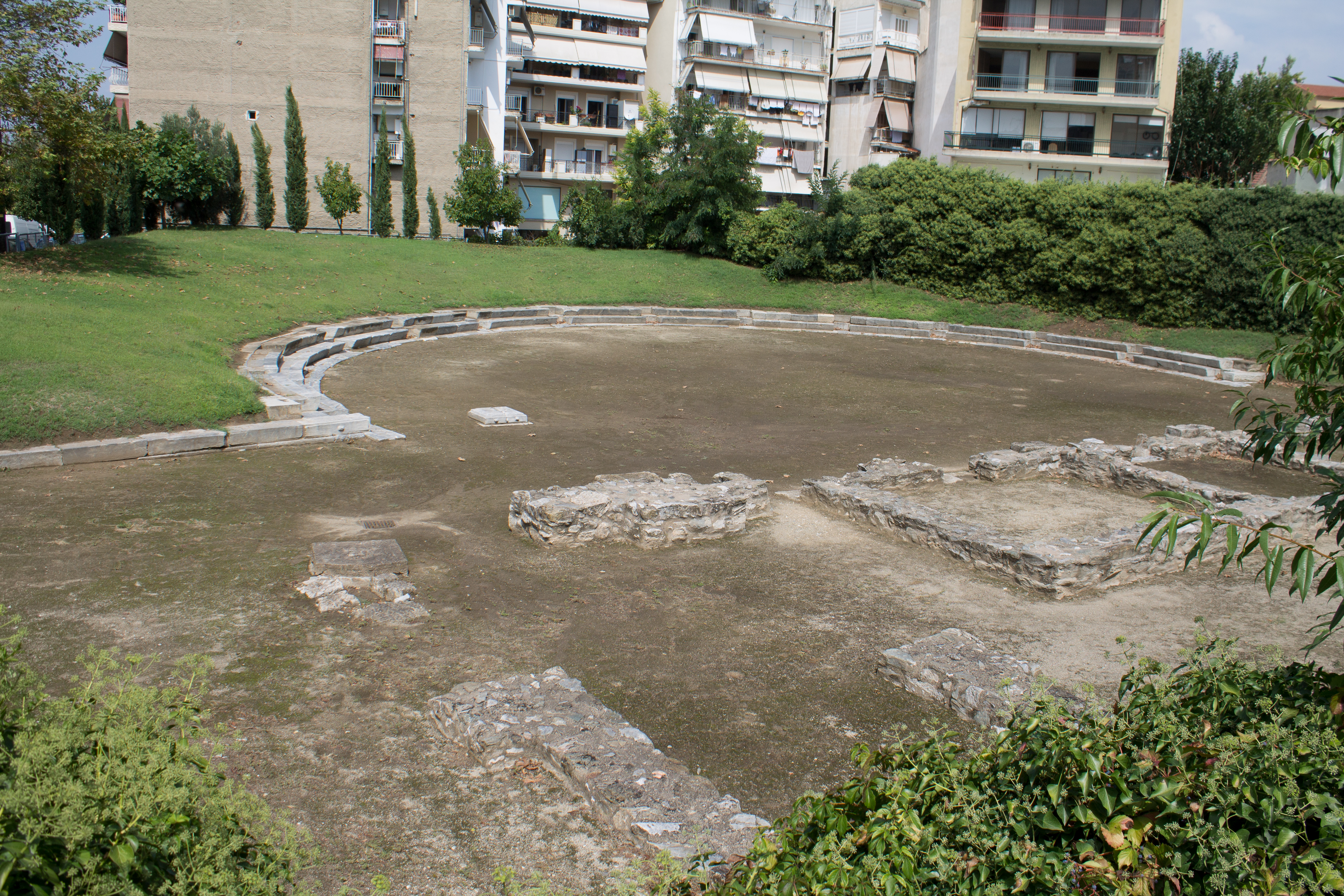
Restos del teatro.

Durante el período bizantino, se construyó en el lugar del teatro una iglesia dedicada a Santa Sofía (Agía Sofía) o a Santa Paraskeví (Agía Paraskeví).Durante el período otomano se convirtió en la mezquita de Hassan Bey. El teatro fue descubierto en 1978. Sus excavaciones arqueológicas sistemáticas se llevaron a cabo entre 1985 y 1986.
Desde 1987 se utiliza el teatro en las representaciones de obras antiguas.

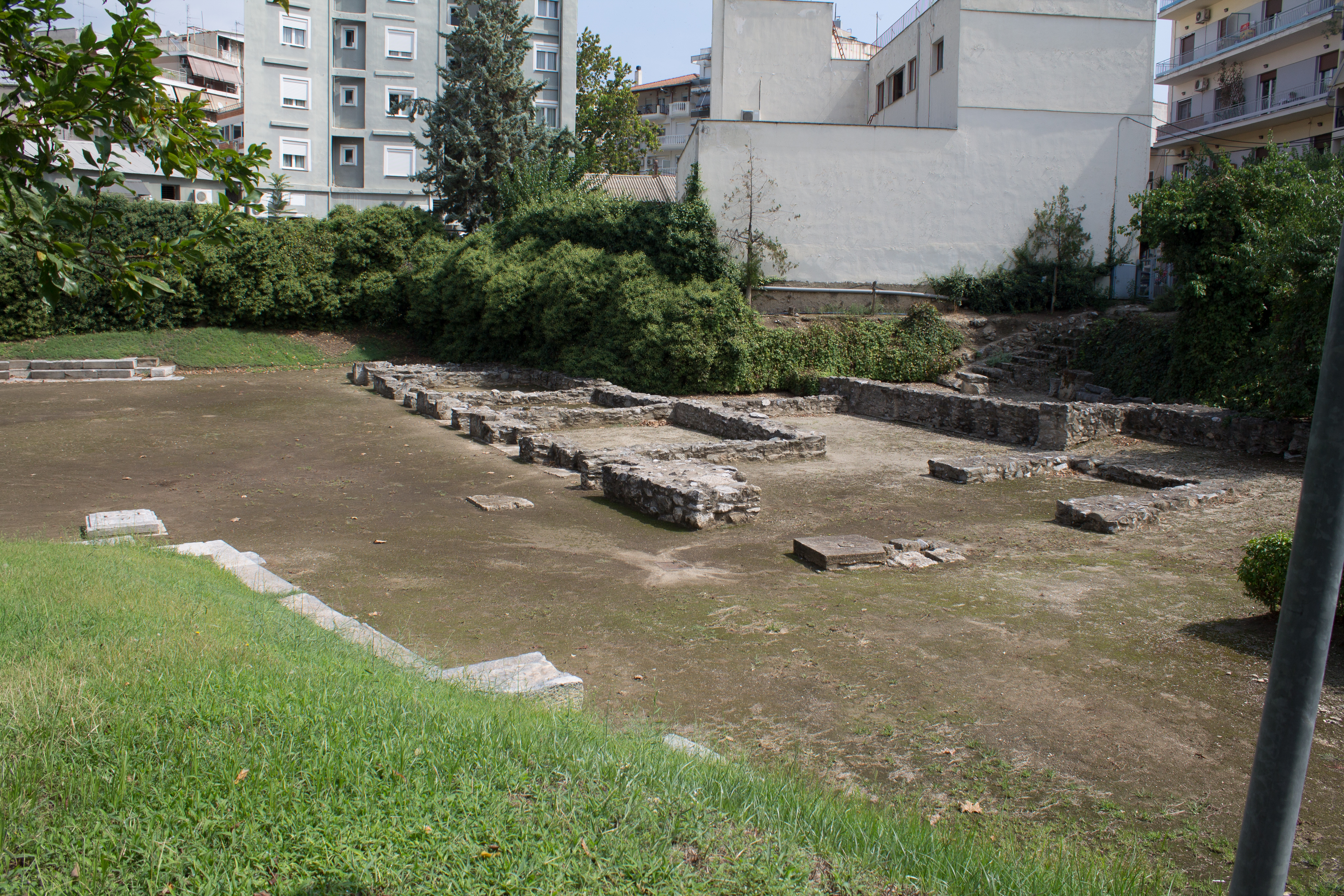
Ruinas del skené.

## Descripción
Estaba situado al oeste del primer teatro de Larisa, más grande. Se construyó en la ladera suroeste de lo que hoy se conoce como la colina de Pefkákia, pero se niveló en la década de 1950. El teatro tenía una cávea con una orchestra circular en el centro. Catorce escaleras verticales dividían el koilon en 13 secciones. En cada bloque, las dos filas más bajas de asientos son de mármol y se han conservado hasta nuestros días. El mármol procedía de un edificio anterior. Los bancos superiores eran de madera. El diámetro de la cávea es de 29,7 m.
El edificio escénico (skené) medía unos 15,7 m de largo y 4,5 m de ancho, y constaba de tres espacios. Sus muros se conservan a una altura de unos 0,6 m. Solo se terminaron el escenario la  (skené) y la zona de la (orchestra); el graderío semicircular (koilon) y las entradas laterales (parodoi) quedaron incompletos, al parecer debido a la imposibilidad de financiar su terminación.
El mármol utilizado en el teatro no era de nueva extracción, sino reutilizado de un edificio más antiguo, probablemente de forma circular. Algunos de los bloques presentan inscripciones de libertos que datan de finales del siglo III a. C..
El arqueólogo del yacimiento, Athanasios Tziafalias, sugirió en particular una conexión con el festival de las Eleuterias, en el que se celebraban competiciones atléticas y ecuestres, así como representaciones teatrales, musicales y poéticas. Cerca del teatro existía en la época clásica, santuario dedicado a Deméter y Perséfone.